# Louise Chandler Moulton
Louise Chandler Moulton, née le 10 avril 1835 à Pomfret dans l'État du Connecticut et morte le 10 août 1908 à Boston dans l’État du Massachusetts, est une poète, conteuse, nouvelliste, anthologiste, éditrice, biographe et critique littéraire américaine.

## Biographie

### Jeunesse et formation
Ellen Louise Chandler est l'enfant unique de Lucius Lemuel Chandler et de Louisa Rebecca Clark Chandler, un couple de propriétaires terriens prospères de confession calvinistes, l'un comme l'autre sont des descendants de familles solidement implantées dans la Nouvelle Angleterre. Ellen Louise Chandler commence sa scolarité à l'école du révérend Roswell Parks, recteur de la Christ Church Hall de Pomfret, où elle fait la connaissance de James Abbott McNeill Whistler et de Edmund Clarence Stedman (en) qui resteront ses amis tout au long de sa vie. Puis elle entre au séminaire féminin, la Emma Willard School de Troy dans l'État de New York. Ellen Louise Chandler aime apprendre, découvrir, enfant unique, elle consacre ses temps libres à la composition de poèmes et à la rédaction de nouvelles dont les héroïnes mènent des vies tragiques. Elle publie son premier poème dans un journal de Norwich à l'âge de 14 ans. En 1853, elle publie une anthologie The Book Of the Boudoir : Or, Memento Of Friendship. A Gift For All Seasons, dans laquelle figurent ses premières nouvelles sous le nom d'Ellen Louise. Pendant ses études, elle se fait connaître en publiant en 1854, This, That, and the Other, un mélange de poèmes et de contes pour jeunes femmes qui se vend à plus de 20 000 exemplaires,,,,,.

### Carrière

#### Les débuts littéraires
Après achevé sa scolarité en 1855 elle épouse William Upham Moulton le directeur du magazine littéraire le Boston True Flag (en) qui va publier certaines de ses œuvres. Le couple Moulton s'installe au 28 Rutland Square à Boston. En 1856, Louise Chandler Moulton publie son second ouvrage Juno Clifford, a Tale. Très rapidement Louise Chandler Moulton devient une figure majeure de la vie littéraire et sociale de Boston. Elle se lance dans une production intense de poèmes, d'historiettes, et nouvelles pour enfants, publiés dans différentes revues telles que le Godey's Lady's Book, The Atlantic, Harper's Bazaar, Scribner's Magazine, The Youth's Companion (en),.

#### L'animatrice de salon littéraire

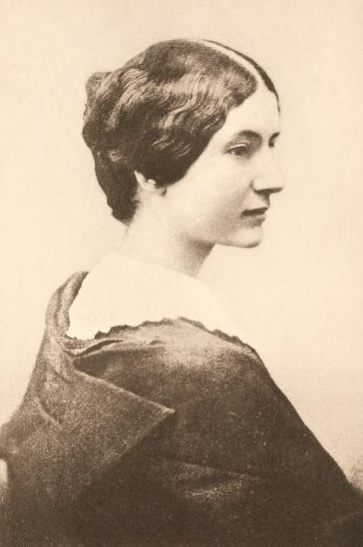
Annie Adams Fields

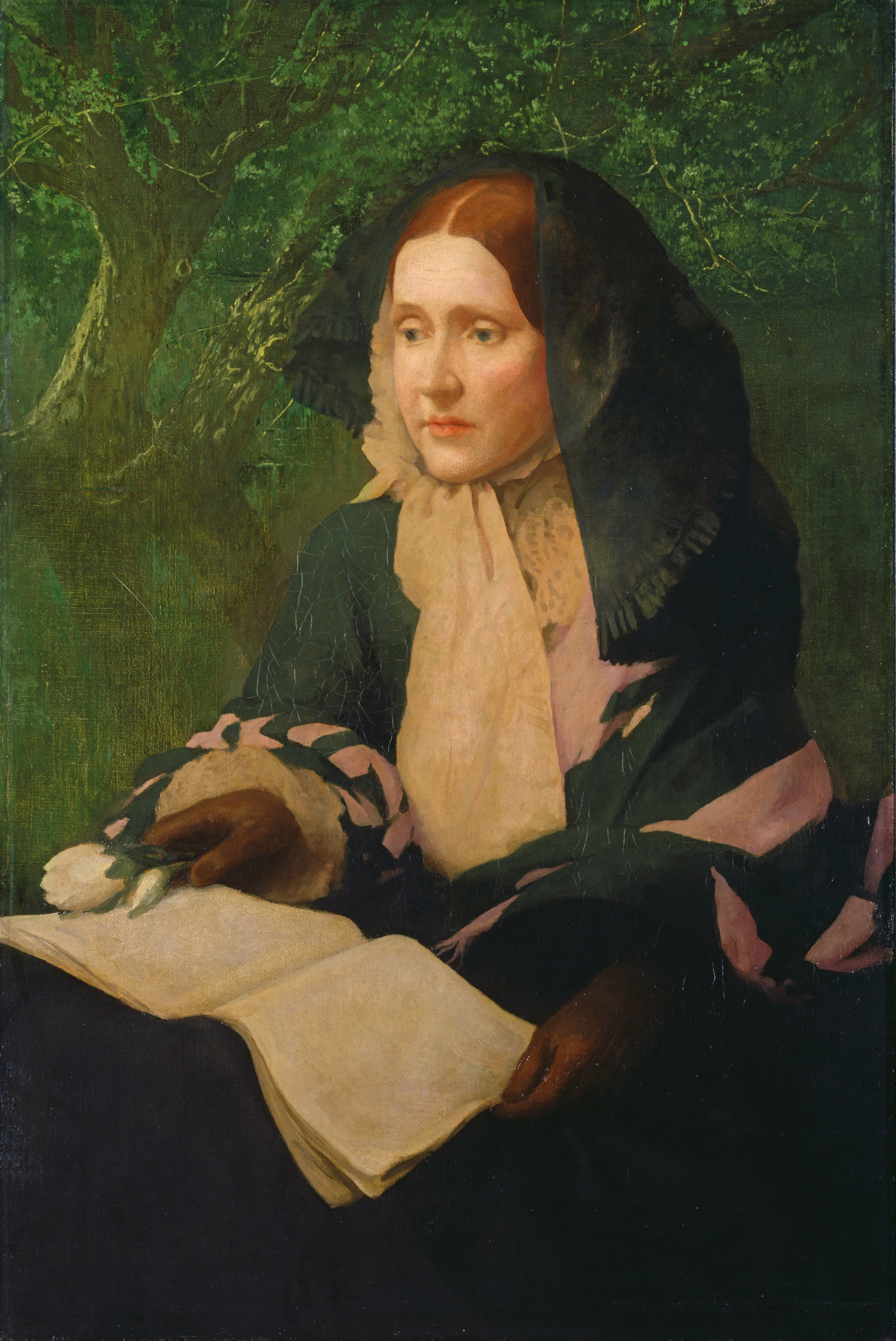
Julia Ward Howe

Louise Chandler Moulton et William Upham Moulton deviennent membres du Boston Athenæum qui est fréquenté par les personnalités de la vie culturelle de Boston. Louise Chandler Moulton prend l'initiative d'ouvrir un salon littéraire à son domicile du Rutland Square qui se tiendra chaque vendredi et dont elle assurera l'animation.  
Parmi les personnalités artistiques de la Nouvelle Angleterre qui se rendent régulièrement à son salon, on note les présences de Henry Longfellow, John Greenleaf Whittier, James Russell Lowell, Oliver Wendell Holmes et n. Au fil du temps, elle reçoit des personnalités littéraires de sa génération comme Annie Adams Fields, Winthrop Sargent (writer) (en), Thomas Wentworth Higginson et d'autres célébrités qui viennent de New York, Londres ou Paris. Elle noue une amitié durable avec Annie Adams Fields, Julia Ward Howe, Sarah Orne Jewett et Harriet Elizabeth Prescott Spofford. Son rayonnement est tel qu'on lui demande de rédiger des recensions littéraires qui paraissent dans des journaux comme le New-York Tribune de 1870 à 1876, le Boston Herald de 1887 à 1891 et des revues littéraires diverses, critiques littéraires appréciées par les lecteurs,,,.  
Par ses relations, Louise Chandler Moulton fait connaître auprès des américains les préraphaélites britanniques, les décadentistes et les symbolistes français,,,.  

#### Un séjour à Londres
En 1876,  Louise Chandler Moulton fait un premier voyage au Royaume-Uni. Grâce à une lettre de recommandation écrite par le poète Joaquin Miller, elle peut rencontrer le mécène britannique Richard Monckton Milnes. Ce dernier convie Louise Chandler Moulton à des réunions qui l'introduise auprès des acteurs de la vie culturelle londonienne tels que Robert Browning, George Meredith, Louisa Baring, Lady Ashburton (en), George Eliot, Jean Ingelow, William Makepeace Thackeray, et d'autres,,.     

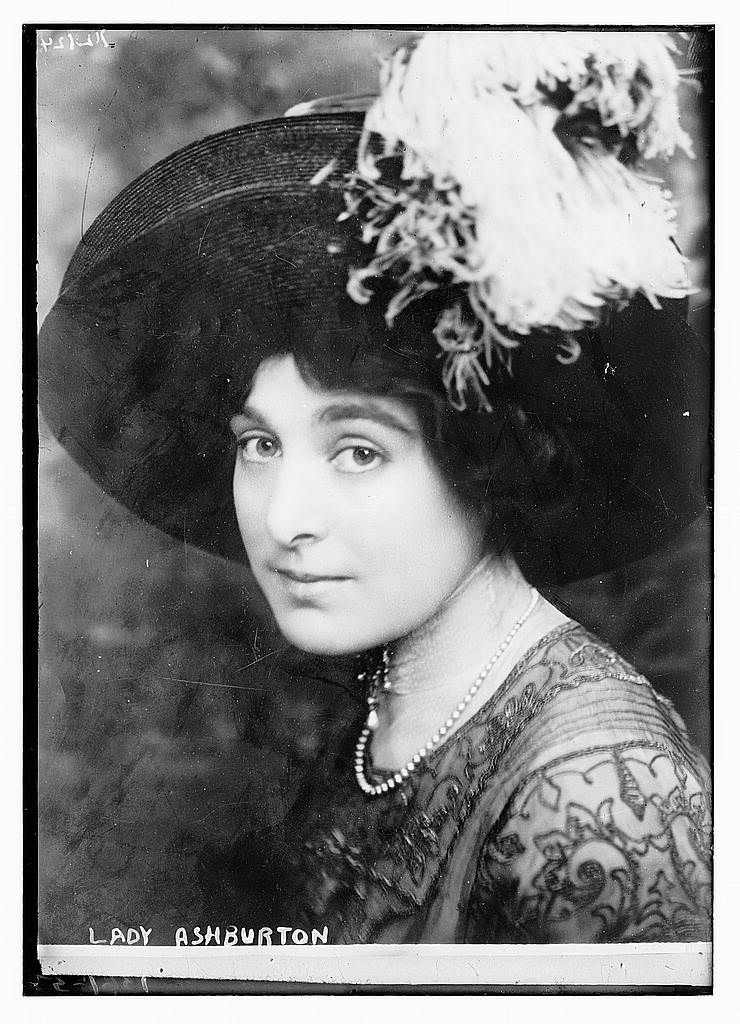
Lady Ashburton

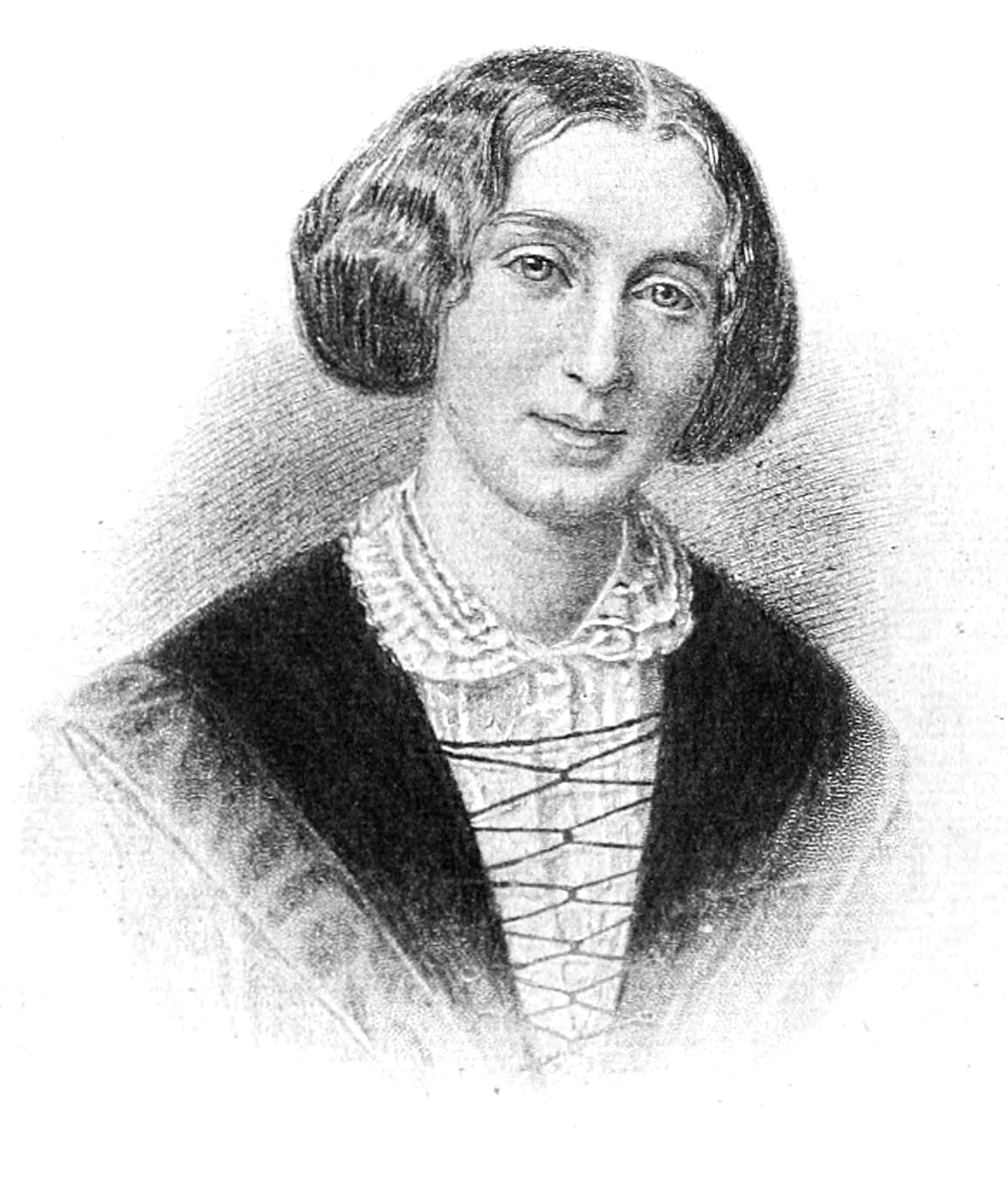
George Eliot

Louise Chandler Moulton prolonge son séjour à Londres en s'y installant à Euston Square qui devient son second domicile. Elle fait la connaissance d'Algernon Swinburne qui la présente auprès du groupe des préraphaélites Dante Gabriel Rossetti,  William Morris et Edward Burne-Jones, William Holman Hunt, Theodore Watts-Dunton (en), William Butler Yeats et Oscar Wilde. Puis d'autres écrivains comme George Moore, Francis Thompson, Stéphane Mallarmé,.       

#### Le dialogue entre la littérature britannique et américaine
Lors de son séjour londonien, Louise Chandler Moulton noue des amitiés avec le groupe dit des « derniers romantiques » britanniques qu'elle fait connaitre au public américain en éditant les poésies de Philip Bourke Marston (en) et d'Arthur William Edgar O'Shaughnessy.
Pendant trente années, Louise Chandler Moulton est une des actrices majeures de la vie littéraire britannique et américaine et favorisera la diffusion des œuvres britanniques auprès des américains et vice versa. 

### Vie privée
Le 27 août 1855, Ellen Louise Chandler épouse l'éditeur du magazine Boston True Flag (en) William Upham Moulton de dix ans son aîné, le couple donne naissance à une fille Florence et à un fils qui meurt quand il était nourrisson,.
Après avoir quitté le calvinisme Ellen Louise Chandler rejoint la paroisse épiscopalienne de la Trinity Church (Boston) pour adhérer à la Science chrétienne dans ses vieux jours.
Louise Chandler Moulton décède des suites d'une insuffisance rénale chronique en 1908,. 
Selon ses volontés, sa collection de 900 éditions originales sont légués à la Bibliothèque publique de Boston. 
Elle est inhumée au cimetière de Mount Auburn (Massachusetts) aux côtés de son époux,.

## Œuvres
Note : quand une œuvre est suivie d'un identifiant ISBN, cela signifie qu'elle a fait l'objet de rééditions récentes souvent sous forme de fac-similé, l'identifiant est celui, en principe, de la réédition la plus récente, sans préjuger d'autres rééditions.

### Recueils de poèmes
- Evaline, Madelon, and other Poems, Londres, Bumpus, 1861, 176 p. (OCLC 970762660, lire en ligne),
- Poems, Boston, Roberts Brothers, 1878, 166 p. (LCCN 75319109, lire en ligne),
- Swallow-Flights, Londres, Macmillan and co., 1878, 157 p. (ISBN 9781010290827, lire en ligne),
- At the Wind's Will; Lyrics and Sonnets, Boston, Little, Brown & Company, 1899, 210 p. (OCLC 645111844, lire en ligne),
- In the Garden of Dreams: Lyrics and Sonnets, Boston, Roberts brothers, 1890, 184 p. (ISBN 9780666131850, lire en ligne),

### Récit
- Random Rambles, Boston, Roberts Brothers, 1881, 296 p. (ISBN 9780469495166, lire en ligne),
- Some Women's Hearts, Boston, Roberts Brothers, 1888, 392 p. (LCCN 02013255, lire en ligne),
- Lazy Tours in Spain and Elsewhere, Boston, Roberts Brothers, 1896, 402 p. (ISBN 9781528088763, lire en ligne),

### Contes et nouvelles pour la jeunesse
- The Waverly Garland: A Present for All Seasons (anthologie), Boston, Moses A. Dow, 1853, 415 p. (OCLC 18839675, lire en ligne)
- This, that, and the other (anthologie), Boston, Phillips, Sampson, and Company, 1854, 442 p. (OCLC 37142264, lire en ligne),
- My Third Book; A Collection of Tale, New York, Harper and Brothers, 1859, 448 p. (ISBN 9781331380306, lire en ligne),
- Bed-time Stories, Boston, Roberts Brothers, 1875, 260 p. (ISBN 9781348085713, lire en ligne),
- Firelight Stories, Boston, Roberts Brothers, 1883, 265 p. (LCCN 07033319, lire en ligne),
- Four of them, Boston, Little, Brown & co, 1899, 92 p. (LCCN 99004961, lire en ligne),

### Biographie
- Juno Clifford: A Tale, New York, D. Appleton and Company, 1856, 427 p. (OCLC 847682322, lire en ligne),
- Arthur O'Shaughnessy : his life and his work, with selections from his poems, Londres, Elkin Mathews and John Lane, 1894, 134 p. (OCLC 489961025, lire en ligne),

### Essais
- Ourselves and our Neighbors: Short Chats on Social Topics, Boston, Roberts Brothers, 1887, 229 p. (LCCN 12036950, lire en ligne),
- Miss Eyre from Boston, and others, Boston, Roberts Brothers, 1889, 354 p. (LCCN 07033318, lire en ligne),

### Éditrice
- The Book Of the Boudoir : Or, Memento Of Friendship. A Gift For All Seasons, New York, Phillips, Sampson, and Company, 1853, 428 p. (OCLC 1154915928, lire en ligne),
- The Collected Poems Of Philip Bourke Marston, Comprising "Song Tide," "All In All," "Wind Voices," "A Last Harvest," And "Aftermath.", Boston, Roberts Brothers, 1892, 464 p. (ISBN 9780530684765, lire en ligne),

## Archives
Les archives de Ellen Louise Chandler sont déposées et consultables auprès de la Bibliothèque du Congrès,.

## Pour approfondir

#### Notices dans des encyclopédies et manuels de références
- (en-US) Julia Ward Howe (dir.), Sketches of Representative Women of New England, Boston, New England Historical Pub. Co., 1904, 498 p. (ISBN 9781440065644, lire en ligne), p. 14-19.
- (en-US) O. Johnson (dir.), Dictionary of American Biography V7, New York, Scribner / Gale Cengage (réimpr. 1977) (1re éd. 1962), 1328 p. (ISBN 9780684141442, lire en ligne), p. 291.
- (en-US) Paul Wilson Boyer (dir.), Notable American Women: A Biographical Dictionary, Volume II: 1607-1950, G-O, Cambridge, Massachusetts, Belknap Press of Harvard University, 1er janvier 1971, 659 p. (ISBN 9780674288355, lire en ligne), p. 595-596.
- (en-US) Lina Mainiero (dir.), American Women Writers: A Critical Reference Guide, Li-R, New York, Ungar (réimpr. 1994) (1re éd. 1981), 533 p. (ISBN 9780804431538, lire en ligne), p. 235-237.
- (en-US) Anne Commire (dir.), Women in World History, Volume 11: Mek - N, Waterford, Connecticut, Yorkin Publications / Gale, 9 avril 2001, 921 p. (ISBN 9780787640705, lire en ligne), p. 498-499.

#### Essais
- (en-US) Lilian Whiting, Louise Chandler Moulton: Poet and Friend, Boston, Little, Brown, and Company, 1910, 344 p. (ISBN 9780428807535, lire en ligne).

#### Articles
- (en-US) Thomas A. Williams, Jr., « Some Unpublished Letters of Mallarmé to Louise Chandler Moulton », Romance Notes, Vol. 8, No. 1,‎ automne 1966, p. 29-37 (9 pages) (lire en ligne ).
- (en-US) Kristin Cook, « Louise Chandler Moulton » , sur Boston Athenæum, janvier 2015 (consulté le 6 avril 2022).